# Megalachne
Megalachne là một chi thực vật có hoa trong họ Hòa thảo (Poaceae).

## Loài
Chi Megalachne gồm các loài: